# Энтомобрииды
Энтомобрииды (лат. Entomobryidae )  — семейство коллембол из надсемейства Entomobryoidea (Entomobryomorpha). Включает около 1400 видов.

## Описание
Представители узкотелых коллембол семейства Entomobryidae имеют характерно увеличенный 4-й абдоминальный сегмент тела и с хорошо развитой фуркулой. Эти насекомые имеют длину от 1 до 8 мм и цвет от белого до жёлтого, коричневого или чёрного. Некоторые из них пестрые. Антенны могут быть вдвое длиннее тела.

## Биология
Самки откладывают яйца в почву или подстилку. Все стадии развития питаются мицелиями грибов или растительными веществами при их разложении. Обнаруживаются на помете, в почве и среди грибов в различных условиях. Некоторые из них живут в пещерах.

## Классификация

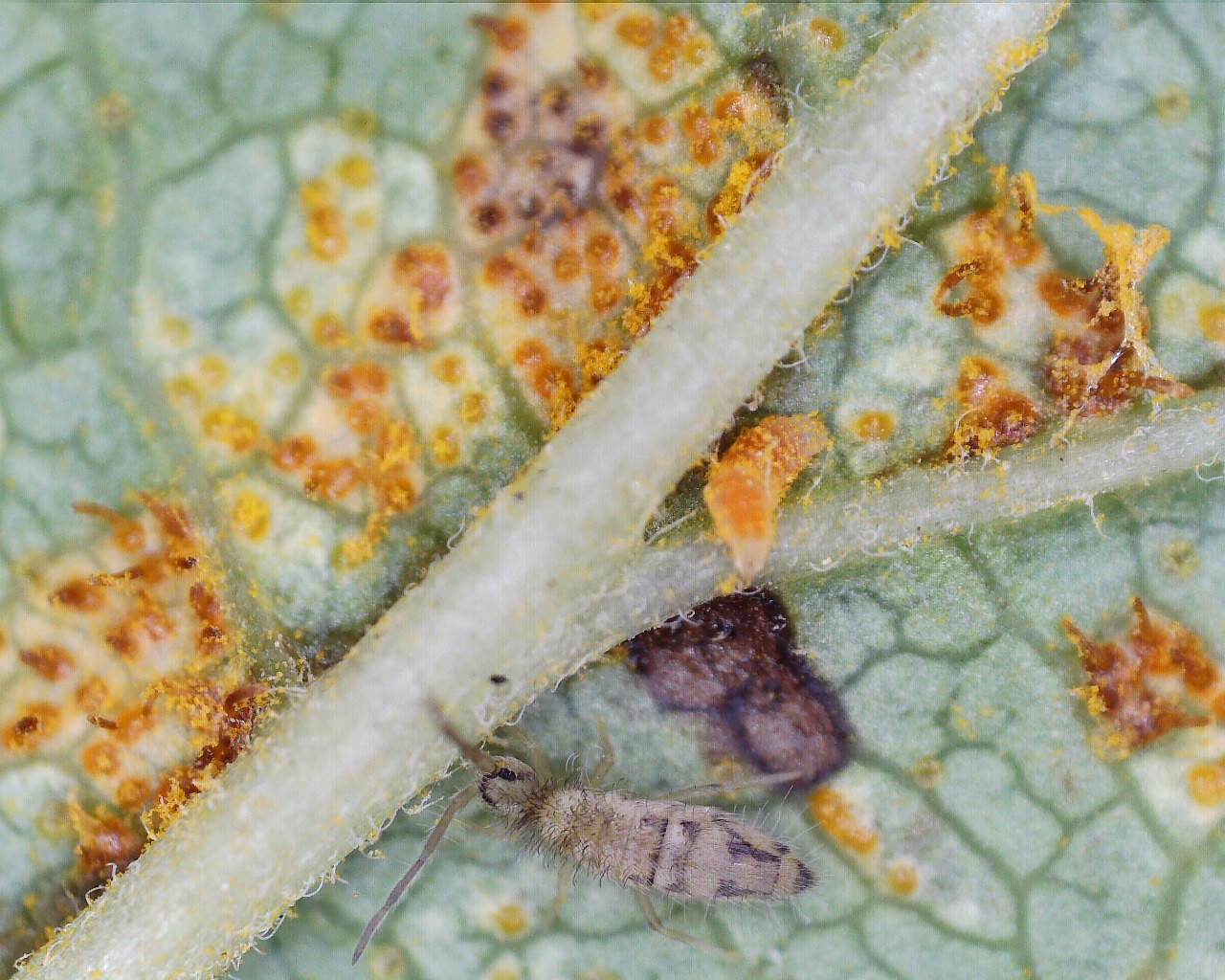
Энтомобриида Entomobrya

Коллемболы семейства Entomobryidae относится к надсемейству Entomobryoidea из отряда Entomobryomorpha (или подотряда).
- Семейство Entomobryidae
  - Подсемейство Capbryinae
  - Подсемейство Entomobryinae Schäffer, 1896. Включает рода: Americabrya — Botryanura — Calx — Capbrya — Deuterosinella — Drepanura — Entomobrya — Entomobryoides — Himalanura — Hispanobrya — Homidia — Isotobrya — Janetschekbrya — Marginobrya — Mesentotoma — Permobrya — Prodrepanura — Sinella.
  - Подсемейство Lepidocyrtinae Wahlgren, 1906.
    - Триба Lepidocyrtini Yoshii & Yayuk, 1989. Включает рода: Acanthocyrtus — Acanthurella — Desertia — Hawinella — Lepidiaphanus — Lepidobrya — Lepidocyrtoides — Lepidocyrtus — Lepidokrugeria — Lepidoregia — Lepidosinella — Lepidosira — Metasinella — Pseudocyrtus — Pseudosinella — Rambutsinella — Rhynchocyrtus — Sinelloides — Urewera — Vietsira[6]
    - Триба Willowsiini Yoshii & Yayuk, 1989. Включает рода: Drepanosira — Willowsia

  - Подсемейство Orchesellinae Börner, 1906.
    - Триба Bessoniellini: Bessoniella
    - Триба Corynothrichini J.A. Mari Mutt, 1980: Corynothrix — Orchesellides
    - Триба Heteromurini J.A. Mari Mutt, 1980: Australotomurus — Heteromurtrella — Heteromurus
    - Триба Mastigocerini J.A. Mari Mutt, 1980: Mastigoceras
    - Триба Nothobryini Soto-Adames , Barra , Christiansen & Jordan, 2008[7]: род Nothobrya Arlé, 1961
    - Триба Orchesellini Börner, 1906: Включает рода: Dicranocentrus — Dicranorchesella — Neorchesella — Nothobrya — Orchesella — Pseudodicranocentrus

  - Подсемейство Seirinae. Включает рода: Epimetrura — Seira
  - Подсемейство Willowsiinae